# Матвеево (Вытегорский район)
Матвеево — деревня в Вытегорском районе Вологодской области.
Входит в состав Кемского сельского поселения, с точки зрения административно-территориального деления — в Кемский сельсовет.
Расстояние до районного центра Вытегры по автодороге — 121 км, до центра муниципального образования посёлка Мирный по прямой — 18 км. Ближайшие населённые пункты — Елинская, Иваковская, Панкратово.
По переписи 2002 года население — 3 человека.